# Operazione Ke
L'operazione Ke fu il capitolo finale della campagna di Guadalcanal, nel quale i giapponesi evacuarono per mezzo di veloci puntate di cacciatorpediniere la maggior parte dei propri soldati rimasti su Guadalcanal. Di 20 000 soldati presenti, comandati dal generale Harukichi Hyakutake, quasi tutti vennero evacuati entro il 7 febbraio 1943 con l'ultimo soldato che saliva a bordo del cacciatorpediniere Isokaze, entro una segretezza pressoché totale e senza essere molestati dalle forze statunitensi. In aggiunta, il 29 gennaio una formazione di bombardieri attaccò le navi statunitensi della forza di blocco, comandata dall'ammiraglio Giffen, affondando l'incrociatore Chicago nella battaglia dell'isola di Rennel.

## Parte l'evacuazione
Il 14 gennaio una spedizione giapponese inviò un battaglione come retroguardia, per proteggere l'evacuazione, denominata in codice Operazione Ke. Un ufficiale da Rabaul accompagnò le truppe per notificare a Hyakutake l'ordine di ritirarsi. Contemporaneamente, le navi da guerra giapponesi assieme a vari aerei iniziarono a portarsi in posizione attorno alle aree di Rabaul e Bougainville per eseguire l'operazione di ritiro. L'intelligence alleata rilevò i movimenti della flotta, ma li interpretò erroneamente come i preparativi per un nuovo tentativo di riconquistare l'isola.

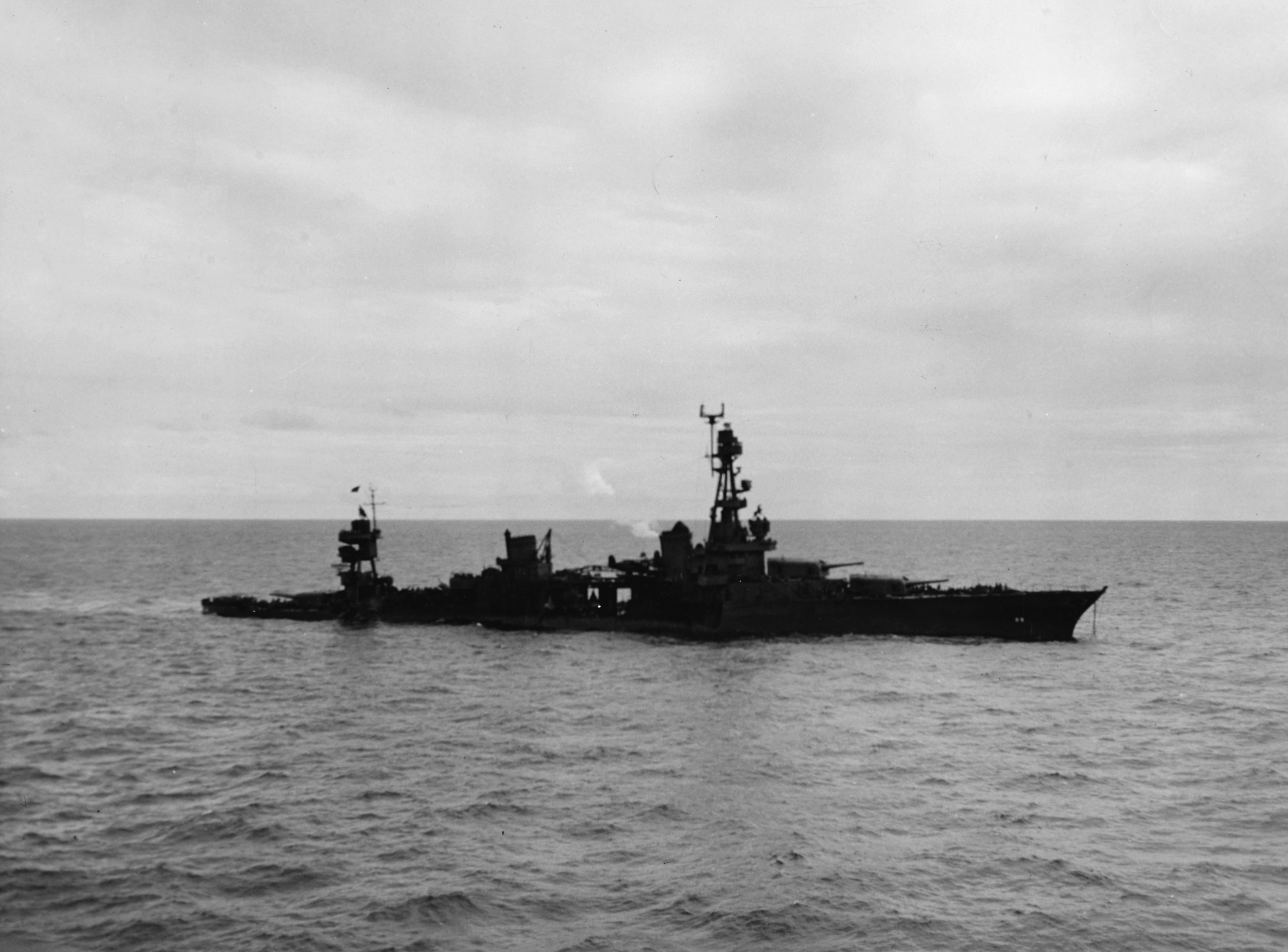
La USS Chicago mentre sta affondando il 30 gennaio durante la Battaglia dell'isola di Rennell.

## La risposta statunitense
Il generale Alexander Patch, avvertito di quella che pensava essere un'imminente offensiva nemica, inviò una parte relativamente piccola delle sue truppe per continuare l'offensiva alle forze di Hyakutake. Il 29 gennaio Halsey, agendo in base alle stesse informazioni di intelligence, inviò un convoglio di rifornimento a Guadalcanal con la copertura di un gruppo di incrociatori. Durante la sera questa flotta di navi alleate venne avvistata da bombardieri giapponesi, che la attaccarono danneggiando gravemente l'incrociatore USS Chicago. Il giorno successivo altri aerei attaccarono il Chicago affondandolo. Halsey ordinò al resto della task force di tornare alla base e il resto delle forze navali di spostarsi nel Mar dei Coralli, a sud di Guadalcanal per essere pronti a ricevere l'offensiva nemica.
Nel frattempo, la 17ª Armata nipponica si ritirò verso la costa occidentale dell'isola, mentre le unità in retroguardia controllavano l'offensiva statunitense. Durante la notte del 1º febbraio, 20 cacciatorpediniere dell'8ª Flotta di Gun'ichi Mikawa al comando di Shintarō Hashimoto raccolsero con successo 4 935 soldati, principalmente appartenenti alla 38ª divisione. Entrambe le nazioni persero un cacciatorpediniere a causa di attacchi aerei e navali durante l'evacuazione. Le unità statunitensi non attaccarono mai a fondo l'avversario, perché avvisate dei movimenti navali nipponici li interpretarono come volti a rinforzare le truppe per rinnovare l'attacco.
Nelle notti del 4 e del 7 febbraio, Hashimoto e le sue cacciatorpediniere completarono l'evacuazione del resto delle forze giapponesi da Guadalcanal. A parte alcuni attacchi aerei, le forze alleate, ancora in attesa di un'offensiva nemica, non tentarono di bloccare le operazioni di salvataggio di Hashimoto. In totale, il Giappone riuscì a prelevare da Guadalcanal 10 652 soldati. Il 9 febbraio Patch capì che i giapponesi avevano lasciato l'isola e la dichiarò Guadalcanal sicura per le forze alleate, ponendo fine alla campagna.